# Regional Preferente de Navarra 1981-82
La temporada 1981-82 de Regional Preferente de Navarra era el quinto nivel de las Ligas de fútbol de España para los clubes de Navarra y La Rioja, por debajo de la Tercera División de España.

## Sistema de competición
Los 20 equipos en un único grupo, que se enfrentan a doble vuelta, una vez en casa y otra en el campo del equipo rival, todos contra todos.
El primer clasificado asciende directamente a la Tercera División. El segundo clasificado juega una eliminatoria a ida y vuelta contra el segundo clasificado de la Regional Preferente de Aragón. El ganador de esta eliminatoria también consigue el ascenso.
Los cuatro últimos clasificados descienden a Primera Regional de Navarra.

## Clasificación[1]
| Pos. | Equipo                   | Pts. | PJ | G  | E  | P  | GF | GC | Dif. |                                                        |
| ---- | ------------------------ | ---- | -- | -- | -- | -- | -- | -- | ---- | ------------------------------------------------------ |
| 1    | C. Haro Deportivo (C, A) | 61   | 38 | 28 | 5  | 5  | 82 | 30 | +52  | Ascenso a Tercera                                      |
| 2    | C. D. Oberena            | 55   | 38 | 23 | 9  | 6  | 79 | 23 | +56  | Promoción de ascenso a Tercera                         |
| 3    | A. D. Noáin              | 46   | 38 | 19 | 8  | 11 | 65 | 41 | +24  |                                                        |
| 4    | Murchante F. C.          | 42   | 38 | 18 | 6  | 14 | 60 | 46 | +14  |                                                        |
| 5    | C. Atlético Cirbonero    | 41   | 38 | 18 | 5  | 15 | 57 | 47 | +10  |                                                        |
| 6    | C. D. Tudelano Promesas  | 40   | 38 | 17 | 6  | 15 | 59 | 49 | +10  |                                                        |
| 7    | C. D. Azkoyen            | 40   | 38 | 16 | 8  | 14 | 59 | 56 | +3   |                                                        |
| 8    | C. D. Logroñés Promesas  | 39   | 38 | 14 | 11 | 13 | 66 | 67 | −1   |                                                        |
| 9    | C. D. Iruña              | 38   | 38 | 12 | 14 | 12 | 65 | 63 | +2   |                                                        |
| 10   | C. D. Baztán             | 38   | 38 | 13 | 12 | 13 | 52 | 50 | +2   |                                                        |
| 11   | C. D. Zarramonza         | 35   | 38 | 14 | 7  | 17 | 57 | 61 | −4   |                                                        |
| 12   | C. D. Egüés              | 34   | 38 | 14 | 6  | 18 | 56 | 62 | −6   |                                                        |
| 13   | C. D. Izarra             | 34   | 38 | 11 | 12 | 15 | 39 | 56 | −17  |                                                        |
| 14   | C. D. Lodosa             | 34   | 38 | 12 | 10 | 16 | 41 | 58 | −17  | Renuncia a la categoría para jugar en Segunda Regional |
| 15   | C. D. Peña Azagresa      | 33   | 38 | 13 | 7  | 18 | 35 | 54 | −19  |                                                        |
| 16   | C. D. Ondalán            | 32   | 38 | 12 | 8  | 18 | 55 | 74 | −19  |                                                        |
| 17   | Náxara C. D.             | 31   | 38 | 11 | 9  | 18 | 48 | 62 | −14  | Descenso a Primera Regional                            |
| 18   | C. F. Beti Casedano      | 30   | 38 | 11 | 8  | 19 | 46 | 69 | −23  |                                                        |
| 19   | C. F. Castillo           | 30   | 38 | 11 | 8  | 19 | 47 | 60 | −13  | Descenso a Primera Regional                            |
| 20   | C. D. Erriberri          | 25   | 38 | 8  | 9  | 21 | 37 | 85 | −48  | Descenso a Primera Regional                            |

 Fuente: Fútbol Regional
Notas:
1. ↑  El C. D.  Lodosa renunció a la categoría y dedició seguir jugando en Segunda Regional.
2. ↑  Al C. F.  Beti Casedano le benefició la renuncia del C. D.  Lodosa, librándose del descenso al ser el mejor equipo navarro de los descendidos.

## Promoción de ascenso[2]
| Equipo 1      | Agr. | Equipo 2        | Ida | Vuelta |
| ------------- | ---- | --------------- | --- | ------ |
| C. D. Oberena | 3-1  | U. D. Barbastro | 2-0 | 1-1    |

| Ida; 30 de mayo de 1982 | C. D. Oberena | 2-0 | U. D. Barbastro |  |  |

| Vuelta; 6 de junio de 1982 | U. D. Barbastro | 1-1 (Global 1-3) | C. D. Oberena |  |  |

| Asciende el C. D. Oberena |